# Кергите, Ремалда
Ремалда Кергите-Даускурдене (лит. Remalda Kergytė-Dauskurdienė; род. 25 августа 1985, Тельшяй) — литовская легкоатлетка, специалистка по бегу на длинные дистанции и марафону. Выступала за сборную Литвы по лёгкой атлетике в 2005—2016 годах, многократная победительница и призёрка национальных первенств, участница ряда крупных международных соревнований, в том числе летних Олимпийских игр в Лондоне.

## Биография
Ремалда Кергите родилась 25 августа 1985 года в городе Тельшяй Литовской ССР.
Впервые заявила о себе в лёгкой атлетике в сезоне 2005 года, выиграв золотую и бронзовую медали на чемпионате Литвы в Каунасе в беге на 10 000 и 5000 метров соответственно. Кроме того, в этом сезоне одержала победу на полумарафоне в Дрездене.
В 2006 году в зачёте литовского национального первенства вновь была лучшей на десяти тысячах метрах, тогда как на пяти тысячах стала серебряной призёркой.
В 2007 году защитила чемпионское звание на дистанции 10 000 метров. Попав в состав литовской национальной сборной, выступила на молодёжном чемпионате Европы в Дебрецене, где была двенадцатой в беге на 5000 метров и девятой в беге на 10 000 метров. Помимо этого, победила на домашнем Вильнюсском марафоне.
В 2008 году на чемпионате Литвы снова победила в беге на 10 000 метров и стала серебряной призёркой в беге на 5000 метров. Выиграла Дрезденский и Таллинский марафоны.
Будучи студенткой, в 2009 году представляла страну на летней Универсиаде в Белграде, где в программе полумарафона финишировала тринадцатой. Бежала марафон на чемпионате мира в Берлине, заняла здесь 52 место.
В 2010 году в марафоне показала 34 результат на чемпионате Европы в Барселоне.
Выполнив олимпийский квалификационный норматив 2:37:00, удостоилась права защищать честь страны на летних Олимпийских играх 2012 года в Лондоне — в программе женского марафона показала время 2:39:01 и расположилась в итоговом протоколе на 74 строке.
После лондонской Олимпиады Кергите осталась в составе легкоатлетической команды Литвы и продолжила принимать участие в крупнейших международных турнирах. Так, в 2013 году она стартовала на мировом первенстве в Москве, закрыв в марафоне тридцатку сильнейших.
В 2014 году в марафоне заняла 21 место на чемпионате Европы в Цюрихе, установив при этом личный рекорд (2:35:13).
В 2016 году бежала полумарафон на европейском первенстве в Амстердаме, разместилась в итоговом протоколе на 69 позиции